# Cuộn Helmholtz

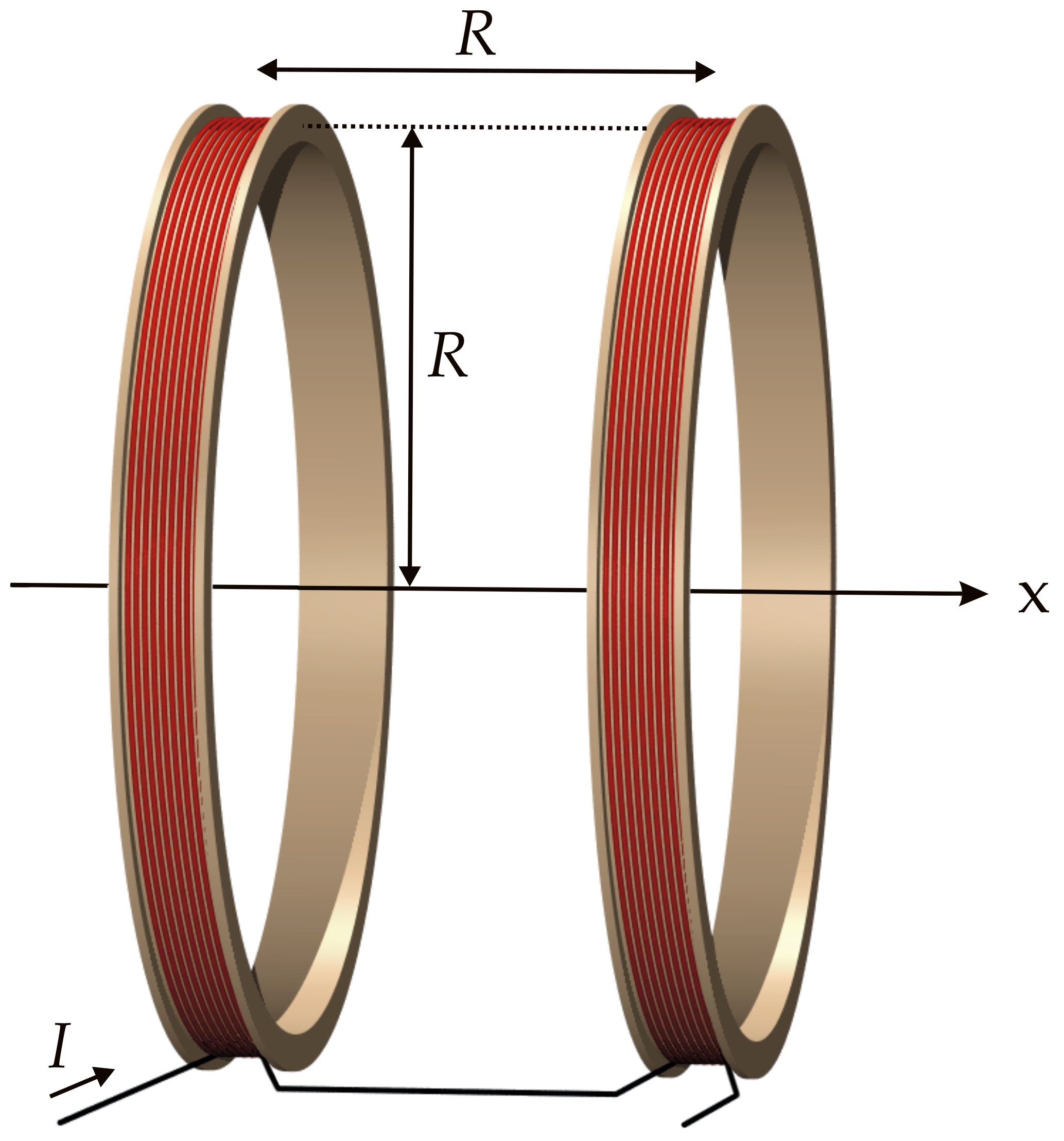
Cuộn Helmholtz do Hermann von Helmholtz sáng chế ra vào năm 1849

Cuộn Helmholtz, do Hermann von Helmholtz sáng chế ra vào năm 1849, là hai vòng dây dẫn điện có mục đích tạo ra từ trường đều ở giữa hai vòng dây, khi cho dòng điện chạy qua các vòng dây.

## Lịch sử
Trước kia, điện kế thường dùng cuộn dây hình vuông hay chữ nhật khiến cho kim nam châm không quay trong một từ trường đều. Để cải thiện điều này, Hermann von Helmholtz đã nghĩ ra một loại điện kế khác. Ông dùng tới hai cuộn dây giống nhau và một kim chỉ thị gắn vào kim nam châm. Tuy nhiên, điều này còn gặp trở ngại vì trọng lượng của kim tăng lên. Sau đó, cũng vào năm 1849, Wilhelm Weber đã dùng tới một gương nhỏ gắn vào kim nam châm, phương pháp này được nhiều người xác nhận là thích hợp.

## Mô tả
Cuộn Helmholtz có hai vòng tròn dẫn điện giống nhau đặt đối xứng quanh một trục chung, cách nhau một khoảng cách đúng bằng bán kính của các vòng tròn. Thực ra, một khoảng cách lớn hơn như thế chút xíu giúp làm tăng độ đồng đều của từ trường giữa hai cuộn. Mỗi vòng tròn mang dòng điện giống nhau chạy theo cùng chiều. Vùng có hình trụ nằm tại tâm đối xứng có kích thước khoảng 1/5 đường kính của các vòng tròn sẽ có từ trường khá đều.

## Công thức

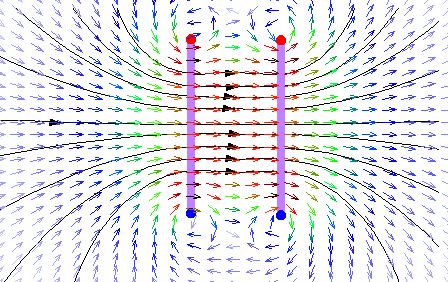
Từ trường trong và xung quanh cuộn Helmholtz. Các mũi tên chỉ đường sức từ trường, với màu đỏ thể hiện từ trường mạnh, xanh lam thể hiện từ trường yếu. Trên vòng dây, chấm đỏ chỉ hướng dòng điện đi về phía người xem, chấm xanh chỉ dòng điện đi ra xa khỏi phía người xem.

Từ trường chính xác nằm giữa các cuộn dây có công thức khá phức tạp, liên quan đến các hàm Bessel. Tuy nhiên có thể tính gần đúng từ trường tại tâm đối xứng. Nếu bán kính các vòng là R, số vòng dây trong mỗi cuộn là n còn cường độ dòng điện chạy trong các cuộn là I, thì mật độ từ thông tại điểm chính giữa hai cuộn là B tính bởi
{\displaystyle B={\left({\frac {4}{5}}\right)}^{3/2}{\frac {\mu _{0}nI}{R}}.}
{\displaystyle \mu _{0}} là độ từ thẩm (1,26×10−6 Tm/A)

## Ứng dụng
Cuộn Helmholtz, cùng với các thiết kế tương tự như solenoid, cuộn Maxwell,..., được ứng dụng để tạo ra những từ trường theo ý muốn, trong thí nghiệm điện từ học hay trong các máy móc cần đến từ trường được điều khiển ở độ chính xác cao, như trong máy chụp cộng hưởng từ hạt nhân.